# Infectious Grooves
Infectious Grooves är en amerikansk supergrupp ledd av sångaren Mike Muir, känd från Suicidal Tendencies. Den bildades 1989 av Muir tillsammans med gitarristerna Adam Siegel (Excel) och Dean Pleasants (Suicidal Tendencies), basisten Robert Trujillo (Suicidal Tendencies) och trummisen Stephen Perkins (Jane's Addiction).

## Medlemmar
Nuvarande medlemmar
- Mike Muir – sång (1989– )
- Dean Pleasants – gitarr (1989– )
- Steve Bruner (Stephen "Thundercat" Bruner) – basgitarr (2007– )
- Eric Moore – trummor (2007– )
- Tim Stewart – gitarr (2007– )

Tidigare medlemmar
- Robert Trujillo – basgitarr (1989-1997, live 2013)
- Stephen Perkins – trummor, slagverk (1989–1992, live 2013)
- Adam Siegel – gitarr (1989–1995, 1995–1997)
- Brooks Wackerman – trummor (1993–2000)
- Dave Nassie – gitarr (1995–1997)
- Josh Paul – basgitarr (1997–2000)

Bidragande musiker
- Dave Kushner – gitarr (studio) (1991)
- Dave Dunn – keyboard (studio) (1991–1993)
- Jim Martin – gitarr (live) (2013)

## Diskografi
Studioalbum
- 1991 – The Plague That Makes Your Booty Move...It's the Infectious Grooves
- 1993 – Sarsippius' Ark
- 1994 – Groove Family Cyco
- 2000 – Mas Borracho

EP
- 1991 – Booty Movin Sampler (promo)
- 2006 – Pneumonia (promo)

Singlar
- 1991 – "Therapy" (promo)
- 1992 – "Feed the Monkey" (promo)
- 1993 – "The Great Infectious Cover-Up"
- 1993 – "What's a Party Without Freaks"
- 1994 – "Cousin Randy"
- 1994 – "Violent & Funky" (promo)

Annat
- 1993 – Busload of Freaks (delad album: Infectious Grooves / Suicidal Tendencies)
- 1993 – I'll Hate You Better (delad 7" vinyl: Suicidal Tendencies / Infectious Grooves)
- 1997 – Suicidal Friends & Family (delad album: Suicidal Tendencies / Cyco Miko / Infectious Grooves / The Funeral Party / Creeper / Musical Heroin)
- 1999 – Schizophrenic Born Again Problem Child (delad album: Suicidal Tendencies / Cyco Miko / Infectious Grooves)
- 2008 – Year of the Cycos (delad album: Suicidal Tendencies / Cyco Miko / No Mercy / Infectious Grooves)
- 2010 – Funk It Up & Punk It Up: Live in France '95 (delad livealbum (2CD): Cyco Miko / Infectious Grooves)